# Cremonte
Cremonte è una piccola frazione montana del comune di Cabella Ligure, con meno di 20 abitanti. È raggiungibile dal capoluogo per mezzo della strada che attraversa il ponte sul Borbera in direzione di Celio, frazione di Rocchetta Ligure.
In questa località si trovava un castello, costruito nel secolo X dal vescovo di Tortona ed utilizzato per vigilare la val Borbera. Di questo castello non restano oggi che i resti del basamento di una grossa torre circolare.
Cremonte ha una piccola parrocchia, costruita sul basamento della torre e intitolata a Santa Elisabetta, che qui viene portata in processione ogni seconda domenica di luglio.

## Origini del nome
Secondo Clelio Goggi, in Toponomastica Ligure dell'Antica e della Nuova Liguria, il nome Cremonte forse deriva da "kar", cioè "monte", quindi "Cremonte" sarebbe una tautologia, ossia una ripetizione dello stesso concetto.

## Storia
Si trova nominato "Cremonte" per la prima volta in un atto del 10 dicembre 1224 compilato a Genova, ove Fulcone e Credencio di Cremonte erano testi. In un'investitura ad Opizzone Spinola del 1312 è scritto "Carlemonte": questo sarebbe il nome originale.
Cremonte politicamente nel 1300 era compreso nel feudo di Mongiardino (Guasco). È presumibile che ne abbia fatto parte sia prima, sia dopo tale data.
L'abbazia di Cremonte aveva come feudo gran parte dell'alta val Borbera essendo sul percorso della via del sale lombarda, ma nel 1300 il feudatario spostò la sua residenza a Cabella Ligure con gli organi dell'amministrazione feudale, e il potere di Cremonte incominciò a scemare. Inoltre, nel dicembre del 1495, gran parte del suo territorio passò ai Fieschi di Torriglia.
Fino al 1563 gli Spinola mantennero Cremonte sotto la propria giurisdizione, ma poi la località passò sotto la signoria di Cabella Ligure.

## Società

### Evoluzione demografica
1900: 89
1934: 76
1966: 45
2000: 28
2012: 18